# NGC 7262
NGC 7262 est une vaste galaxie lenticulaire relativement éloignée et située dans la constellation du Poisson austral. Sa vitesse par rapport au fond diffus cosmologique est de 7 880 ± 38 km/s, ce qui correspond à une distance de Hubble de 116,2 ± 8,2 Mpc (∼379 millions d'al). NGC 7262 a été découverte par l'astronome britannique John Herschel en 1834.

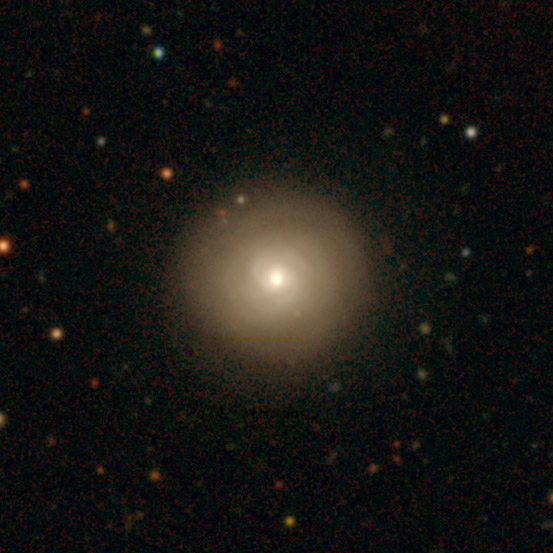
NGC 7262 par le projet « Legacy Surveys DR10 ».